# باک تیلور
باک تیلور (انگلیسی: Buck Taylor؛ زادهٔ ۱۳ مهٔ ۱۹۳۸) یک هنرپیشه اهل ایالات متحده آمریکا است. وی از سال ۱۹۶۱ میلادی تاکنون مشغول فعالیت بوده‌است.
از فیلم‌ها یا برنامه‌های تلویزیونی که وی در آن نقش داشته است می‌توان به پیروزی مردی به نام اسب و گاو آنی و بریتانی کوچک اشاره کرد.